# Ultra Q
Ultraman
Ultra Q (ウルトラQ, Urutora Kyū) est une série de science fiction kaiju faite dans la tradition des films de SF/horreur tokusatsu de Toho.
Produite en noir et blanc par Tsuburaya Productions, il s'agit de la première entrée dans la franchise Ultraman diffusée sur Tokyo Broadcasting System (TBS) du 2 janvier au 3 juillet 1966 (le dernier épisode fut reporté au 14 décembre 1967), avec un total de 28 épisodes. Cette série fut suivie deux semaines plus tard par la plus populaire Ultraman (1966), la deuxième entrée de la franchise.
Ultra Q peut être vu comme une série de kaiju d'une demi-heure. Le producteur Eiji Tsuburaya prévoyait que cette série soit plus dans le style de séries américaines tels que La Quatrième Dimension et Au-délà du réel, avec une variété d'histoires étranges et inhabituelles. Après un sondage, le réseau TBS convainquit Tsuburaya Productions d'ajouter plus de monstres géants. Les enfants s'y intéressaient grandement depuis que Godzilla (Gojira) et Gamera faisaient fureur (le premier "Kaiju Boom" eut lieu lorsqu'Ultra Q devint un énorme succès). Comme X-Files, la série contient des personnages récurrents qui enquêtent sur des phénomènes étranges de surnaturel, y compris des monstres géants, des aliens, des fantômes, et plusieurs menaces diverses.
La série devait initialement s'intituler Unbalance mais fut renommée Ultra Q principalement en raison du fait que mot "Ultra" gagnait en popularité. Cette popularité était due à un gymnaste japonais, récipiendaire de la médaille d'or aux jeux olympiques d'été de 1964, qui utilisait une technique nommée "Ultra C". Le "Q" signifie "Question" et est aussi lié avec une autre série populaire de TBS, Obake no Q-tarō, un anime basé sur le manga de Fujiko Fujio. La production de la série débuta en 1964, avec une première en janvier 1966. À l'époque, ce fut la série la plus coûteuse jamais produite au Japon.[réf. nécessaire]
La série est inédite dans les pays francophones.

## Personnages
- Jun Manjome (万城目 淳, Manjōme Jun?, interprété par Kenji Sahara): Aviateur à Hoshikawa Air Service et écrivain amateur de SF.
- Yuriko Edogawa (江戸川 由利子, Edogawa Yuriko?, interprété par Hiroko Sakurai): Reportrice du Daily News.
- Ippei Togawa (戸川 一平, Togawa Ippei?, interprété par Yasuhiko Saijou): Le partenaire d'aviation de Jun à Hoshikawa.
- Professeur Ichinotani (一ノ谷博士, Ichinotani-hakase?, interprété par Ureo Egawa): un scientifique de renommée mondiale, et une assistance occasionnelle à Jun, Yuriko et Ippei en temps de crise.
- Le rédacteur en chef de l'actualité, Seki (関デスク, Seki Desuku?, interprété par Yoshifumi Tajima): le patron de Yuriko et éditeur au Daily News.

## Épisodes
| Nº | Titre                                                                                            | Première Diffusion |
| -- | ------------------------------------------------------------------------------------------------ | ------------------ |
| 1  | Defeat Gomess! Kanji : ゴメスを倒せ! Rōmaji : Gomesu o Taose!                                    | 2 janvier 1966     |
| 2  | Goro and Goro Kanji : 五郎とゴロー Rōmaji : Gorō to Gorō                                         | 9 janvier 1966     |
| 3  | The Gift from Space Kanji : 宇宙からの贈りもの Rōmaji : Uchū kara no Okurimono                   | 16 janvier 1966    |
| 4  | Mammoth Flower Kanji : マンモスフラワー Rōmaji : Manmosu Furawā                                  | 23 janvier 1966    |
| 5  | Peguila Is Here! Kanji : ペギラが来た! Rōmaji : Pegira ga Kita!                                  | 30 janvier 1966    |
| 6  | Grow Up! Little Turtle Kanji : 育てよ! カメ Rōmaji : Sodateyo! Kame                              | 6 février 1966     |
| 7  | S.O.S. Mount Fuji Kanji : SOS富士山 Rōmaji : Esu Ō Esu Fujisan                                   | 13 février 1966    |
| 8  | Terror of the Sweet Honey Kanji : 甘い蜜の恐怖 Rōmaji : Amai Mitsu no Kyōfu                      | 20 février 1966    |
| 9  | Baron Spider Kanji : クモ男爵 Rōmaji : Kumo Danshaku                                             | 27 février 1966    |
| 10 | The Underground Super Express Goes West Kanji : 地底超特急西へ Rōmaji : Chitei Chōtokkyū Nishi e | 6 mars 1966        |
| 11 | Balloonga Kanji : バルンガ Rōmaji : Barunga                                                      | 13 mars 1966       |
| 12 | I Saw a Bird Kanji : 鳥を見た Rōmaji : Tori o Mita                                               | 20 mars 1966       |
| 13 | Garadama Kanji : ガラダマ                                                                        | 27 mars 1966       |
| 14 | Tokyo Ice Age Kanji : 東京氷河期 Rōmaji : Tōkyō Hyōgaki                                          | 3 avril 1966       |
| 15 | Kanegon's Cocoon Kanji : カネゴンの繭 Rōmaji : Kanegon no Mayu                                   | 10 avril 1966      |
| 16 | Garamon Strikes Back Kanji : ガラモンの逆襲 Rōmaji : Garamon no Gyakushū                         | 17 avril 1966      |
| 17 | The 1/8 Project Kanji : 1/8計画 Rōmaji : Hachibun-no-Ichi Keikaku                                | 24 avril 1966      |
| 18 | The Rainbow's Egg Kanji : 虹の卵 Rōmaji : Niji no Tamago                                         | 1er mai 1966       |
| 19 | Challenge from the Year 2020 Kanji : 2020年の挑戦 Rōmaji : Nisen-nijū-nen no Chōsen              | 8 mai 1966         |
| 20 | The Primordial Amphibian Ragon Kanji : 海底原人ラゴン Rōmaji : Kaitei Genjin Ragon               | 15 mai 1966        |
| 21 | Space Directive M774 Kanji : 宇宙指令M774 Rōmaji : Uchū Shirei Emu Nana Nana Yon                 | 22 mai 1966        |
| 22 | Metamorphosis Kanji : 変身 Rōmaji : Henshin                                                      | 29 mai 1966        |
| 23 | Fury of the South Sea Kanji : 南海の怒り Rōmaji : Nankai no Ikari                                | 5 juin 1966        |
| 24 | The Statue of Goga Kanji : ゴーガの像 Rōmaji : Gōga no Zō                                        | 12 juin 1966       |
| 25 | The Devil Child Kanji : 悪魔ッ子 Rōmaji : Akumakko                                               | 19 juin 1966       |
| 26 | Blazing Glory Kanji : 燃えろ栄光 Rōmaji : Moero Eikō                                             | 26 juin 1966       |
| 27 | The Disappearance of Flight 206 Kanji : 206便消滅す Rōmaji : Ni Maru Roku Bin Shōmetsu-su        | 3 juillet 1966     |
| 28 | Open Up! Kanji : あけてくれ! Rōmaji : Aketekure!                                                 | 17 décembre 1967   |

## Production
Le concept initial de la série (alors sur le point d'être nommée Unbalance) fut utilisé pour une série d'anthologie d'horreur de 13 épisodes intitulée Horror Theater Unbalance, produite par Tsuburaya Productions en 1973.

### Monstres
En raison de son importance en tant que cinéaste, et avec sa relation avec Toho (ils étaient investisseurs et membres du conseil d'administration de Tsuburaya Productions), Eiji Tsuburaya fut chargé par son équipe de prendre ce qu'ils avaient besoin dans l'entrepôt d'accessoires, là où les différents accessoires de ses films étaient stockés, pour les utiliser dans la série. Le large Manda fut utilisé pour le dragon Kairyu (la tête fut utilisée comme portion avant d'un vaisseau Viking dans l'épisode 12), la fausse pieuvre du film  Frankenstein vs. Baragon devint Sudar, alors que le costume de Maguma de Gorath fut réutilisé pour Todora. D'autres costumes et accessoires furent remis à neuf pour jouer certains des monstres, tels que Godzilla pour Gomess, King Kong pour Goroh, Baragon pour Pagos, et un petit Rodan mécanique fut dépouillé et reconstruit sous les traits des oiseaux monstres Litra et Largeus, respectivement.[réf. nécessaire]
Plusieurs monstres d'Ultra Q furent réutilisés ou re-costumés pour divers monstres dans Ultraman. Kemur et Ragon (tous les deux rendus géants) retournèrent, tandis que le costume de Garamon fut réutilisé et réparé pour servir en tant que Pigmon. D'autres costumes furent altérés pour interpréter d'autres monstres, tels que Peguila qui fut altéré en Chandorah, Kemur altéré en Alien Zetton, Pagos altéré en Neronga (puis Magular et Gabora), alors que la tête de Cicada Man fut modifiée pour devenir celle de l'Alien Baltan. Finalement, le costume de Peter fut modifié pour qu'il devienne celui de Gesura.[réf. nécessaire]

## Doublage anglophone

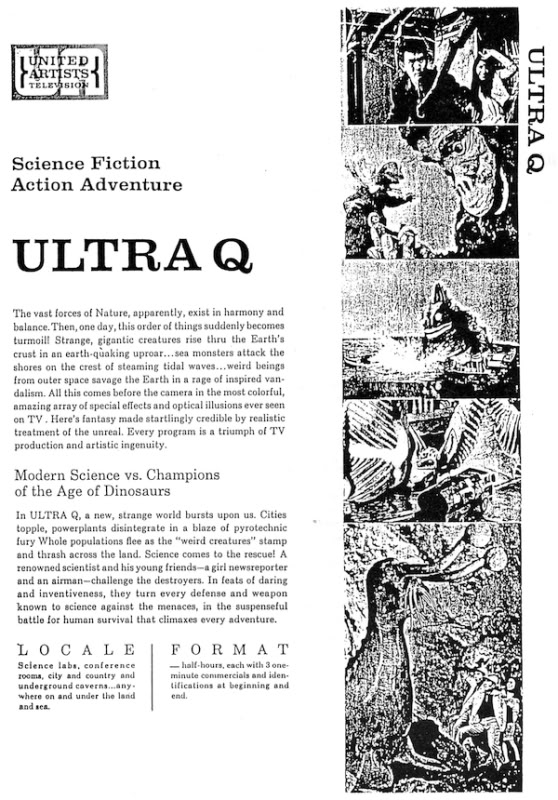
Page d'un dossier de presse de la United Artist Television

En 1967, Ultra Q fut licencié de Tsuburaya et TBS par CBS Films, les producteurs de La Quatrième Dimension. Pour le doublage, CBS engagea Film House à Toronto, Canada, connue aujourd'hui sous le nom de DeLuxe Toronto. Tsuburaya procura des scripts traduits, plus des crédits d'ouverture et de fin anglophones, et une carte-titre personnalisée tourbillonnante. La série fut doublée dans son intégralité. À un certain point, CBS Films recula du licenciement de la série, et fut récupérée, avec Ultraman, par United Artists Television, les producteurs d'Au-Délà du réel. Subséquemment, United Artists Television engagea Titra Studios pour doubler Ultraman. Ultraman était en syndication, mais pas Ultra Q, dû au fait que la série était en noir et blanc à une époque où la télévision passait à la couleur. Après la fin de la diffusion d'Ultraman, les bandes maîtres audio et vidéo ainsi que d'autres matériels des deux séries furent entreposés, trouvant éventuellement leur chemin dans les coffres de la MGM, après que MGM acquit United Artists en 1980.
Initialement, il fut cru, même par Tsuburaya Productions, que seul le troisième ("Gift From Outer Space"), fut doublé en anglais en tant que pilote. Durant la dernière décennie, d'autres épisodes furent découverts dans les mains de collectionneurs privés américains sur format 16mm.[réf. nécessaire]

## Drame radiophonique
En 2003, une émission de drame radiophonique hebdomadaire fut produite sous le nom de The Ultra Q Club. Elle comporte un doublage provenant de la distribution d'Ultra Q.

## Postérité
Plusieurs années après la première diffusion de la série, un film en live-action prénommé Ultra Q The Movie: Legend of the Stars sortit en 1990. En 2004, une nouvelle série prénommée Ultra Q: Dark Fantasy fut produite, tandis qu'une autre prénommée Neo Ultra Q débuta sa diffusion début 2013.

## Vidéo Maison

### Japon
En 2013, Tsuburaya Productions et Bandai Visual distribuèrent la série sur Blu-ray, sur des éditions monochromes et colorisées. En 2018, Tsuburaya sortit quatre épisodes sur des coffrets Blu-ray et DVD individuels avec des nouveaux bonus, dans le cadre de leur projet Ultraman Archives. En novembre 2019, Tsuburaya sortit une restauration 4K de la série sur Blu-ray Ultra HD.